# Filmografia Looney Tunes și Merrie Melodies (1960–1969)
Filmografia Looney Tunes și Merrie Melodies (1960–1969)

## 1960- 20 de titluri
| Titlu                         | Titlu român                  | Serie       | Regizor         | Personaje                   | Data realizării                     | Avalabilitate pe DVD                                                              | Note |
| ----------------------------- | ---------------------------- | ----------- | --------------- | --------------------------- | ----------------------------------- | --------------------------------------------------------------------------------- | --- |
| Fastest with the Mostest      |                              | LT          | Chuck Jones     | Wile E. și Road Runner      | 1960-01-09                          |                                                                                   | - Ultimul desen cu drepturi de autor către Vitaphone Corp.                                                              |
| West of the Pesos             |                              | MM          | Robert McKimson | Speedy, Sylvester           | 1960-01-23                          | LTGC Volume 4, Disc 3                                                             | - Primul desen cu drepturi de autor către Warner Bros. Pictures Inc. din 1934                                           |
| Horse Hare                    |                              | LT          | Friz Freleng    | Bugs, Sam                   | 1960-02-13                          |                                                                                   | - Continuare a lui Tom Tom Tomcat din 1953. - Rar văzut în Statele Unite din pricina conținutului „political incorect”. |
| Wild Wild World               |                              | MM          | Robert McKimson |                             | 1960-02-27                          | LTGC Volume 6, Disc 4 (vizualizare specială)                                      | |
| Goldimouse and the Three Cats |                              | LT          | Friz Freleng    | Sylvester, Sylvester Junior | 1960-03-19                          | LTGC Volume 5, Disc 2                                                             | |
| Person To Bunny               | Persoană pentru iepure       | MM          | Friz Freleng    | Bugs, Daffy, Elmer          | 1960-04-02                          | Frustrated Fowl                                                                   | - Ultimul desen în care Elmer Fudd este jucat de Arthur Q. Bryan. - Continuare a lui People Are Bunny din 1959          |
| Who Scent You?                |                              | LT          | Chuck Jones     | Pepé, Penelope              | 1960-04-23                          | Zee Best of Zee Best                                                              | |
| Hyde and Go Tweet             | Doctor Tweety și pisica Hyde | MM          | Friz Freleng    | Sylvester, Tweety           | 1960-05-14                          |                                                                                   | |
| Rabbit's Feat                 |                              | LT          | Chuck Jones     | Bugs, Wile E.               | 1960-06-04                          |                                                                                   | - Ultimul desen scris de Michael Maltese (în termeni de oridne a producției, uncredited).                               |
| Crockett-Doodle-Do            |                              | MM          | Robert McKimson | Foghorn                     | 1960-06-25                          | Barnyard Bigmouth                                                                 | - Ultima apariție a Micului Egghead                                                                                     |
| Mouse and Garden              | Șoarece și grădină           | LT          | Friz Freleng    | Sylvester, Motanul Sam      | 1960-07-16                          | LTGC Volume 4, Disc 4                                                             | - Ultima împerechere cu Sylvester și Motanul Sam.                                                                       |
| Ready, Woolen and Able        |                              | MM          | Chuck Jones     | Ralph și Sam                | 1960-07-30                          |                                                                                   | |
| Mice Follies                  | Feerie șoricească            | LT          | Robert McKimson |                             | 1960-08-20                          | Looney Tunes Mouse Chronicles: The Chuck Jones Collection                         | - Ultima apariție a Șoriceilor de miere.                                                                                |
| From Hare to Heir             | De la iepure la moștenitor   | MM          | Friz Freleng    | Bugs, Sam                   | 1960-09-03                          | Hare Extraordinaire                                                               | |
| The Dixie Fryer               | Gamela bine prăjită          | MM          | Robert McKimson | Foghorn                     | 1960-09-24                          |                                                                                   | |
| Hopalong Casualty             | Victimă săritoare            | LT          | Chuck Jones     | Wile E. și Road Runner      | 1960-10-08                          |                                                                                   | |
| Trip For Tat                  |                              | MM          | Friz Freleng    | Sylvester, Tweety, Granny   | 1960-10-29                          |                                                                                   | |
| Dog Gone People               |                              | MM          | Robert McKimson | Elmer                       | 1960-11-12                          | Hilarious Ham                                                                     | - Primul desen unde Hal Smith îl joacă pe Elmer.                                                                        |
| High Note                     | LT                           | Chuck Jones |                 | 1960-12-03                  | Academy Awards Animation Collection | - Mel Blanc a făcut câteva efecte speciale de beat chiat dacă nu a fost creditat. | |
| Lighter Than Hare             | Mai luminos decât iepurele   | MM          | Friz Freleng    | Bugs, Sam                   | 1960-12-17                          | Hare Extraordinaire                                                               | |

## 1961- 19 titluri
| Titlu                       | Titlu român                      | Serie | Regizor                                  | Personaje                 | Data realizării | Avalabilitate pe DVD                | Note |
| --------------------------- | -------------------------------- | ----- | ---------------------------------------- | ------------------------- | --------------- | ----------------------------------- | --- |
| Cannery Woe                 |                                  | LT    | Robert McKimson                          | Speedy, Sylvester         | 1961-01-07      | LTGC Volume 4, Disc 3               | |
| Zip 'N Snort                | Șuieră și sforăie                | MM    | Chuck Jones                              | Wile E. și Road Runner    | 1961-01-21      |                                     | |
| Hoppy Daze                  | Uluire săritoare                 | LT    | Robert McKimson                          | Hippety, Sylvester        | 1961-02-11      | Marsupial Mayhem                    | |
| The Mouse on 57th Street    | Șoarecele de pe strada 57        | MM    | Chuck Jones                              |                           | 1961-02-25      |                                     | - Ultimul desen scris de Michael Maltese (în termenii ordinei de realizare). |
| Strangled Eggs              | Ouă strangulate                  | MM    | Robert McKimson                          | Foghorn, Henery, Prissy   | 1961-03-18      | Barnyard Bigmouth                   | - Ultima apariție a Șoimului Henery și a lui Prissy. |
| Birds of a Father           |                                  | LT    | Robert McKimson                          | Sylvester, Sylvester Jr.  | 1961-04-01      | Marsupial Mayhem                    | |
| D' Fightin' Ones            | Cei care se luptă                | MM    | Friz Freleng                             | Sylvester                 | 1961-04-22      |                                     | |
| The Abominable Snow Rabbit  | Abominabilul iepure de zăpadă    | LT    | Chuck Jones                              | Bugs, Daffy, Hugo         | 1961-05-20      | LTGC Volume 5, Disc 1               | - Prima și singura apariție a lui Hugo |
| Lickety-Splat               | Bulină alunecoasă                | LT    | Chuck Jones                              | Wile E. și Road Runner    | 1961-06-03      |                                     | |
| A Scent of the Matterhorn   | Parfumul din Matterhorn          | LT    | Chuck Jones (creditat ca M. Charl Jones) | Pepé, Penelope            | 1961-06-24      | Zee Best of Zee Best                | - Creditele sunt în limba franceză - Directeur et Story: M. Charl Jones - Animateurs: M. Tomme Ray, M. Cannes Harris, M. Dicque Thompson, M. Robaire Bransford - Lai-Outs: M. Maurice Nobelle - Le Ground Bacque: M. Philipe DeGuard - Effex Specialitie - M. Harre Amour - Film Editeur: Docteur Treg Brown - Voix Characteurization: M. Mel Blanc - Musique: M. Milt Franklyn |
| The Rebel Without Claws     | Rebelul fără mânuși              | LT    | Friz Freleng                             | Sylvester, Tweety         | 1961-07-15      |                                     | |
| Compressed Hare             |                                  | MM    | Chuck Jones                              | Bugs, Wile E.             | 1961-07-29      |                                     | |
| The Pied Piper of Guadalupe | Piciorul lui Piper din Guadalupe | LT    | Friz Freleng                             | Speedy, Sylvester         | 1961-08-19      | LTGC Volume 4, Disc 3               | |
| Prince Violent              |                                  | LT    | Friz Freleng                             | Bugs, Sam                 | 1961-09-02      |                                     | - Renumit Prince Varmint pentru televiziune, și cu titluri noi. |
| Daffy's Inn Trouble         | Daffy e în probleme              | LT    | Robert McKimson                          | Daffy, Porky              | 1961-09-23      | Frustrated Fowl                     | |
| What's My Lion?             |                                  | LT    | Robert McKimson                          | Elmer                     | 1961-10-21      |                                     | - Ultimul desen cu vocea Hal Smith. - Ultimul desen cu Elmer Fudd |
| Beep Prepared               | Fi pregătit                      | MM    | Chuck Jones                              | Wile E. și Road Runner    | 1961-11-11      |                                     | - Ultimul desen Merrie Melodies cu muzica ridicată la televizor |
| The Last Hungry Cat         | Ultima pisică înfometată         | MM    | Friz Freleng                             | Sylvester, Tweety, Granny | 1961-12-02      | LTGC Volume 3, Disc 2 Feline Fwenzy | |
| Nelly's Folly               | Nebunia lui Nelly                | MM    | Chuck Jones [                            |                           | 1961-12-30      |                                     | - "That's all Folks!" nu apare la sfârșit. Pe titlu scrie A Vitaphone Release" pe un fundal negru. |

## 1962- 17 titles
| Titlu                         | Titlu român                | Serie | Regizor         | Personaje                       | Data realizării       | Avalabilitate pe DVD  | Note                                                                                                  |
| ----------------------------- | -------------------------- | ----- | --------------- | ------------------------------- | --------------------- | --------------------- | --- |
| Wet Hare                      | Iepure ud                  | LT    | Robert McKimson | Bugs, Blacque Jacque Shellacque | 1962-01-20            |                       | - Ultima apariție a lui Blacque Jacque Shellacque.                                                    |
| A Sheep in the Deep           |                            | MM    | Chuck Jones     | Ralph și Sam                    | 1962-02-10            |                       | |
| Fish and Slips                | Pește și slipi             | LT    | Robert McKimson | Sylvester, Sylvester Jr.        | 1962-03-10            | Marsupial Mayhem      | |
| Quackodile Tears              | Lacrimi de crocodil        | MM    | Art Davis       | Daffy                           | 1962-03-31            |                       | - Ultimul desen regizat de Art Davis.                                                                 |
| Crows' Feat                   |                            | MM    | Friz Freleng    | Elmer (cameo)                   | 1962-04-21            | Barnyard Bigmouth     | - Ultima apariție a lui Elmer Fudd.                                                                   |
| Mexican Boarders              |                            | LT    | Friz Freleng    | Speedy, Sylvester               | 1962-05-12            | LTGC Volume 4, Disc 3 | - Ultima apariție a lui Slowpoke Rodriguez.                                                           |
| Adventures of the Road Runner | Aventurile lui Road Runner | LT    | Chuck Jones     | Wile E. și Road Runner          | 1962-06-02            | LTGC Volume 2, Disc 2 | - Ultimul desen scris de Michael Maltese (în termenii ordinei de realizare).                          |
| Bill of Hare                  | Legea iepurelui            | MM    | Robert McKimson | Bugs, Taz                       | 1962-06-09            | LTPC Volume 1, Disc 2 | |
| Zoom at the Top               |                            | MM    | Chuck Jones     | Wile E. și Road Runner          | 1962-06-30            |                       | |
| The Slick Chick               |                            | LT    | Robert McKimson | Foghorn                         | 1962-07-21            |                       | - Folosește titlul de sfârșit Merrie Melodies.                                                        |
| Louvre Come Back to Me!       | Louvre vino înapoi!        | LT    | Chuck Jones     | Pepé, Penelope                  | 1962-08-18            | Zee Best of Zee Best  | - Ultima apariție a lui Pepé Le Pew și a lui Penelope.                                                |
| Honey's Money                 | Bani de miere              | MM    | Friz Freleng    | Sam                             | 1962-09-01            |                       | |
| The Jet Cage                  | Colivia cu jet             | LT    | Friz Freleng    | Sylvester, Tweety, Buni         | 1962-09-22            |                       | - Primul desen cu scor de Bill Lava, deși nu este creditat. - Ultimul desen cu scor de Milt Franklyn. |
| Mother Was a Rooster          | Mama a fost un cocoș       | MM    | Robert McKimson | Foghorn                         | 1962-10-20            |                       | - Ultimul desen cu scor de Milt Franklyn.                                                             |
| Good Noose                    |                            | LT    | Robert McKimson | Daffy                           | 1962-11-10            |                       | - First cartoon scored officially by Bill Lava.                                                       |
| Shishkabugs                   | Iepurele rege              | LT    | Friz Freleng    | Bugs, Sam                       | 1962-12-08            |                       | |
| Martian Through Georgia       | Marțian prin Georgia       | LT    | Chuck Jones     | 1962-12-29                      | LTGC Volume 6, Disc 4 |                       | |

## 1963- 16 titluri
Departamentul de animație Warner Bros. s-a închis de 1963, dar din cauza rugărilor, noi desene au debutat în teatre până în 1964.
| Titlu                  | Titlu român                       | Serie | Regizor                      | Personaje                     | Data realizării | Avalabilitate pe DVD                       | Note |
| ---------------------- | --------------------------------- | ----- | ---------------------------- | ----------------------------- | --------------- | ------------------------------------------ | --- |
| I Was a Teenage Thumb  | Am fost un adolșcent degețel      | MM    | Chuck Jones                  |                               | 1963-01-19      |                                            | |
| Devil's Feud Cake      | Prăjitura dușmănoasă a diavolului | MM    | Friz Freleng                 | Bugs, Sam                     | 1963-02-09      |                                            | - Continuare a lui Satan's Waitin' din 1954. - Ultimul desen scris de Warren Foster. - Conține scene din "Hare Lift," "Roman Legion-Hare" și "Sahara Hare"                                            |
| Fast Buck Duck         | Rață de dolar rapid               | MM    | Robert McKimson              | Daffy, Marc Antony [ca Percy] | 1963-03-09      |                                            | |
| Million Hare           | Iepurele de milioane              | LT    | Robert McKimson              | Bugs, Daffy                   | 1963-04-06      | Hare Extraordinaire                        | - Folosește titlul de sfârșit Merrie Melodies. |
| Mexican Cat Dance      |                                   | LT    | Friz Freleng                 | Speedy, Sylvester             | 1963-04-20      |                                            | - Continuare a lui Bully for Bugs din 1953 cu scene refolosite. |
| Now Hear This          |                                   | LT    | Chuck Jones                  |                               | 1963-04-27      | LTGC Volume 6, Disc 4                      | - Primul desen cu titlurile abstracte WB |
| Woolen Under Where     |                                   | MM    | Phil Monroe Richard Thompson | Ralph și Sam                  | 1963-05-11      |                                            | - Ultima apariție a lui Ralph și Sam. - Richard Thompson a lucrat la acest desen și ca director și ca animator. - Două desene regizate de Phil Monroe și un singur desen regizat de Richard Thompson. |
| Hare-Breadth Hurry     | Iepure cu respirație rapidă       | LT    | Chuck Jones                  | Bugs, Wile E.                 | 1963-06-08      |                                            | - Ultima împerechere cu Bugs Bunny și Wile E. Coyote. |
| Banty Raids            |                                   | MM    | Robert McKimson              | Foghorn                       | 1963-06-29      | Barnyard Bigmouth                          | - Ultima apariție a lui Barnyard Dawg. - Ultimul desen cu Foghorn Leghorn. |
| Chili Weather          | Vreme rece                        | MM    | Friz Freleng                 | Speedy, Sylvester             | 1963-08-17      | LTGC Volume 4, Disc 3                      | - Trei desene cu titlul de sfârșit Looney Tunes și cu muzica Merrie Melodies. |
| The Unmentionables     | De nemenționați                   | MM    | Friz Freleng                 | Bugs, Rocky și Mugsy          | 1963-09-07      |                                            | - Ultima apariție a lui Rocky și Mugsy. |
| Aqua Duck              |                                   | MM    | Robert McKimson              | Daffy                         | 1963-09-28      |                                            | |
| Mad as a Mars Hare     | Furios ca un iepure din Marte     | MM    | Chuck Jones                  | Bugs, Marvin                  | 1963-10-19      | Hare Extraordinaire, LTPC Volume 1, Disc 2 | - Ultima apariție a lui Marvin Marțianul. |
| Claws in the Lease     | Gheare de închiriat               | MM    | Robert McKimson              | Sylvester, Sylvester Jr.      | 1963-11-09      | Marsupial Mayhem                           | |
| Transylvania 6-5000    | Transilvania 6-5000               | MM    | Chuck Jones                  | Bugs                          | 1963-11-30      | LTGC Volume 5, Disc 1                      | - Ultimul desen doar cu Bugs Bunny. |
| To Beep or Not to Beep | A bipăii sau a nu bipăii          | MM    | Chuck Jones                  | Wile E. and Road Runner       | 1963-12-28      | LTGC Volume 3, Disc 4                      | - Ultimul desen regizat de Chuck Jones (în termenii ordinei de producție). |

## 1964- 13 titluri
Începând cu Señorella and the Glass Huarache, toate desenele folosesc titlul „abstract” WB.
| Titlu                            | Titlu român                 | Serie        | Regizor         | Personaje                         | Data realizării       | Avalabilitate pe DVD | Note |
| -------------------------------- | --------------------------- | ------------ | --------------- | --------------------------------- | --------------------- | --- | --- |
| Dumb Patrol                      |                             | LT           | Gerry Chiniquy  | Bugs, Porky (cameo), Sam          | 1964-01-18            | | - Ultima împerechere cu Bugs Bunny și Yosemite Sam. - Două desene regizate de Gerry Chiniquy. - Singurul desen și cu Porky și cu Sam. - Trei desene și cu Bugs și cu Porky |
| A Message to Gracias             |                             | LT           | Robert McKimson | Speedy, Sylvester                 | 1964-02-08            | LTGC Volume 4, Disc 3 | |
| Bartholomew Versus the Wheel     |                             | MM           | Robert McKimson |                                   | 1964-02-29            | LTGC Volume 6, Disc 4 (vizualizare specială)                                                                                                  | |
| Freudy Cat                       |                             | LT           | Robert McKimson | Hippety, Sylvester, Sylvester Jr. | 1964-03-14            | Marsupial Mayhem | - Ultima apariție a lui Hippety Hopper și Sylvester Jr. |
| Dr. Devil and Mr. Hare           | Dr. Diavol și Domnul Iepure | MM           | Robert McKimson | Bugs, Taz                         | 1964-03-28            | Hare Extraordinaire, LTPC Volume 1, Disc 2 | - Ultima apariție a Diavolului Tasmanian. - Ultimul desen Bugs Bunny în seria Merrie Melodies |
| Nuts and Volts                   |                             | LT           | Friz Freleng    | Speedy, Sylvester                 | 1964-04-25            | LTGC Volume 4, Disc 3 | |
| The Iceman Ducketh               | Rața de gheață              | LT           | Phil Monroe     | Bugs, Daffy                       | 1964-05-16            | Frustrated Fowl | - Ultimul desen regizat de Phil Monroe. - Ultima împerechere cu Bugs și Daffy. - Ultimul desen Daffy Duck cu titlurile "target". |
| War and Pieces                   |                             | LT           | Chuck Jones     |                                   | 1964-06-06            | | - Ultimul desen unde Chuck Jones este creditat ca director. |
| Hawaiian Aye Aye                 | Hawaian dintotdeauna        | MM           | Gerry Chiniquy  | Sylvester, Tweety, Buni.          | 1964-06-27            | | - Ultima apariție a lui Tweety. - Ultima împerechere cu Buni și Tweety. - Ultima împerechere cu Sylvester și Tweety |
| False Hare                       | Iepure fals                 | LT           | Robert McKimson | Bugs, Foghorn (cameo)             | 1964-07-16            | Hare Extraordinaire | - Ultimul desen produs intern pentru trei ani până în 1967. - Ultima apariție a lui Bugs Bunny și Foghorn Leghorn (cameo) în era "clasică". - Cameo by Foghorn Leghorn at the end. - Ultimul desen Bugs Bunny până în 1980. - Ultimul dese Foghorn Leghorn în seria „Looney Tunes”. |
| Señorella and the Glass Huarache | LT                          | Hawley Pratt |                 | 1964-08-01                        | LTGC Volume 5, Disc 2 | - Singurul desen WB regizat de Hawley Pratt - Ultima realizare produsă intern pentru 3 ani - Ultimul desen cu un singur personaj până în 1968 | |
| Pancho's Hideaway                | Ascunzătoarea lui Pancho    | LT           | Friz Freleng    | Speedy & Yosemite Sam             | 1964-10-24            | LTGC Volume 4, Disc 3 | - Primul desen produs de DFE. - Ultima apariție a lui Yosemite Sam. - Singurul desen și cu Speedy și cu Yosemite Sam. |
| Road To Andalay                  | Stradă către Andale         | MM           | Friz Freleng    | Speedy, Sylvester                 | 1964-12-26            | | |

## 1965– 21 de titluri
- Toate desenele cu excepția lui Cats And Bruises îi are ori pe Daffy ori pe Wile E. și Road Runner.
- Toate desenele regizate de Rudy Larriva sunt produse de Format Films.

| Titlu                                      | Titlu român                   | Serie | Regizor                  | Personaje                                 | Data realizării        | Avalabilitate pe DVD                                      | Note |                          |
| ------------------------------------------ | ----------------------------- | ----- | ------------------------ | ----------------------------------------- | ---------------------- | --------------------------------------------------------- | --- | ------------------------ |
| Zip Zip Hooray!                            |                               | MM    | Chuck Jones (necreditat) | Wile E. și Road Runner                    | 1965-01-01             |                                                           | - Conține scene din Adventures of the Road-Runner fără muzică înlocuită - Primul desen cu Wile E. și Road Runner cu titlurile "abstracte WB"                                                                                         |                          |
| It's Nice to Have a Mouse Around the House |                               | LT    | Friz Freleng             | Daffy, Buni, Speedy, Sylvester            | 1965-01-16             | Looney Tunes Mouse Chronicles: The Chuck Jones Collection | - Primul desen și cu Daffy și cu Speedy. - Singura împerechere cu Granny și Speedy. - Ultima împerechere cu Sylvester și Buni. |                          |
| Cats And Bruises                           | Pisici și vânătăi             | MM    | Friz Freleng             | Speedy, Sylvester,                        | 1965-01-30             |                                                           | |                          |
| Road Runner a Go-Go                        |                               | MM    | Chuck Jones (uncredited) | Wile E. și Road Runner                    | 1965-02-01             |                                                           | - Ultimul desen regizat de Chuck Jones (în termenii ordinei de realizare) - Conține scene din Adventures of the Road-Runner fără muzică înlocuită                                                                                    |                          |
| Wild Chase, The                            | Cursa sălbatică               | MM    | Friz Freleng             | Speedy, Sylvester, Wile E. și Road Runner | 1965-02-27             | LTGC Volume 4, Disc 3                                     | - Ultimul desen regizat de Friz Freleng - Ultima apariție majoră a lui Sylvester - Singurul desen cu Wile E. și Road Runner și cu Sylvester și cu Speedy Gonzales - Singurul desen cu Wile E. și Road Runner regizat de Friz Freleng |                          |
| Moby Duck                                  |                               | LT    | Robert McKimson          | Daffy, Speedy                             | 1965-03-27             |                                                           | - Primul desen unde Daffy este un adevărat răufăcător |                          |
| Assault and Peppered                       | Asalt și iute                 | MM    | Robert McKimson          | Daffy, Speedy                             | 1965-04-24             |                                                           | |                          |
| Well Worn Daffy                            |                               | LT    | Robert McKimson          | Daffy, Speedy                             | 1965-05-22             |                                                           | |                          |
| Suppressed Duck                            | Rață suprimată                | LT    | Robert McKimson          | Daffy                                     | 1965-06-18             | Frustrated Fowl                                           | - Ultimul desen doar cu Daffy |                          |
| Corn on the Cop                            |                               | MM    | Irv Spector              | Daffy, Granny, Porky                      | 1965-07-24             |                                                           | - Singurul desen regizat de Irv Spector - Ultima împerechere cu Daffy și Buni - Singura împerechere cu Buni și Porky. - Ultima apariție a lui Buni                                                                                   |                          |
| Rushing Roulette                           | Ruletă grăbită                | MM    | Robert McKimson          | Wile E. și Road Runner                    | 1965-07-31             |                                                           | |                          |
| Run, Run, Sweet Road Runner                | Fugi, Fugi, Dulce Road Runner | MM    | Rudy Larriva             | Wile E. and Road Runner                   | 1965-08-21             |                                                           | - Primul desen produs de Format Films |                          |
| Tease for Two                              |                               | LT    | Robert McKimson          | Daffy, Popândăii Prostănaci               | 1965-08-28             |                                                           | - Ultima apariție a Popândăilor Prostănaci - Singurul desen și cu Daffy și cu Popândăii Prostănaci |                          |
| Tired and Feathered                        |                               |       | MM                       | Rudy Larriva                              | Wile E. și Road Runner | 1965-09-18                                                | | - Produs de Format Films |
| Boulder Wham!                              |                               | MM    | Rudy Larriva             | Wile E. and Road Runner                   | 1965-10-09             | Supergenius Hijinks                                       | - Produs de Format Films |                          |
| Chili Corn Corny                           |                               | LT    | Robert McKimson          | Daffy, Speedy                             | 1965-10-23             |                                                           | |                          |
| Just Plane Beep                            |                               | MM    | Rudy Larriva             | Wile E. and Road Runner                   | 1965-10-30             |                                                           | - Produs de Format Films |                          |
| Hairied and Hurried                        |                               | MM    | Rudy Larriva             | Wile E. and Road Runner                   | 1965-11-13             | Supergenius Hijinks                                       | - Produs de Format Films |                          |
| Go Go Amigo                                | Fugi Amigo                    | MM    | Robert McKimson          | Daffy, Speedy                             | 1965-11-20             |                                                           | |                          |
| Highway Runnery                            | Fugă pe șosea                 | LT    | Rudy Larriva             | Wile E. și Road Runner                    | 1965-12-11             | Supergenius Hijinks                                       | - Produs de Format Films |                          |
| Chaser on the Rocks                        |                               | MM    | Rudy Larriva             | Wile E. și Road Runner                    | 1965-12-25             | Supergenius Hijinks                                       | - Produs de Format Films |                          |

## 1966– 15 titluri
- Toate desenele cu Daffy/Speedy sunt regizate de Robert McKimson.
- Toate desenele cu Wile E. și Road Runner sunt regizate de Rudy Larriva cu excepția lui Sugar and Spies, care este regizat de anteriorul.

| Titlu                 | Titlu român              | Serie | Regizor         | Data realizării | Personaje                        | Avalabilitate pe DVD                                                             | Note |
| --------------------- | ------------------------ | ----- | --------------- | --------------- | -------------------------------- | -------------------------------------------------------------------------------- | --- |
| The Astroduck         | Astrorața                | LT    | Robert McKimson | 1966-01-01      | Daffy, Speedy                    |                                                                                  | |
| Shot and Bothered     |                          | LT    | Rudy Larriva    | 1966-01-08      | Wile E., Road Runner             | Supergenius Hijinks                                                              | - Produced by Format Films |
| Out and Out Rout      | Debandadă afară și afară | MM    | Rudy Larriva    | 1966-01-29      | Wile E., Road Runner             | Supergenius Hijinks                                                              | - Produs de Format Films - Ultimul desen Wile E. și Road Runner cartoon în seria Merrie Melodies |
| Mucho Locos           |                          | MM    | Robert McKimson | 1966-02-05      | Daffy, Speedy                    |                                                                                  | - Singurul desen cu scor de Herman Stein |
| The Solid Tin Coyote  | Coiotul solid de cositor | LT    | Rudy Larriva    | 1966-02-19      | Wile E., Road Runner             | Supergenius Hijinks                                                              | - Produs de Format Films |
| Mexican Mousepiece    |                          | MM    | Robert McKimson | 1966-02-26      | Daffy, Speedy                    |                                                                                  | |
| Clippety Clobbered    | Clipă rescrisă           | LT    | Rudy Larriva    | 1966-03-12      | Wile E., Road Runner             | Supergenius Hijinks                                                              | - Ultimul desen scris de Wile E. Coyote and Road Runner directed by Rudy Larriva |
| Daffy Rents           | Chiriile lui Daffy       | LT    | Robert McKimson | 1966-03-26      | Daffy, Speedy                    |                                                                                  | - Singurul desen cu scor de Irving Gertz |
| A-Haunting We Will Go |                          | LT    | Robert McKimson | 1966-04-16      | Daffy, Speedy, Vrăjitoarea Hazel | LTGC Volume 4, Disc 3, LTPC Volume 1, Disc 2, 4 Classic Cartoons promotional DVD | - Continuare a lui Broom-Stick Bunny din 1956 - Ultima apariție a Vrăjitoarei Hazel |
| Snow Excuse           |                          | MM    | Robert McKimson | 1966-05-21      | Daffy, Speedy                    |                                                                                  | |
| A Squeak in the Deep  |                          | LT    | Robert McKimson | 1966-07-19      | Daffy, Speedy                    |                                                                                  | - Primul desen cu scor de Walter Greene |
| Feather Finger        |                          | MM    | Robert McKimson | 1966-08-20      | Daffy, Speedy                    |                                                                                  | |
| Swing Ding Amigo      |                          | LT    | Robert McKimson | 1966-09-17      | Daffy, Speedy                    |                                                                                  | |
| Sugar and Spies       |                          | LT    | Robert McKimson | 1966-11-05      | Wile E., Road Runner             | Supergenius Hijinks                                                              | - Ultima apariție a lui Wile E. Coyote și Road Runner - Ultimul desen cu Wile E. și Road Runner până în 1979 |
| A Taste of Catnip     | Gust de pisică           | MM    | Robert McKimson | 1966-12-03      | Daffy, Speedy, Sylvester         |                                                                                  | - Ultimul desen care îi împrechează pe Sylvester cu Speedy Gonzales și/sau Daffy Duck. - Ultima apariție a lui Sylvester până la Daffy Duck and Porky Pig Meet the Groovie Goolies din 1972. - Ultimul rol principal al lui Sylvester până la Father of the Bird din 1997. |

## 1967– 10 titluri
- În 1967, Seven Arts, care a achiziționat Warner Bros., a decis să internalizeze producția desenelor încă o dată, cu William L. Hendricks ca producător și Alex Lovy ca director.
- Toate desenele, cu excepția Motanului Cool și Merlin Șoarecele Magic, sunt cu Daffy și Speedy.
- Toate desenele produse de Format Films sunt regizate de Rudy Larriva.
- Desenele DFE sunt regizate de Robert McKimson.
- Toate desenele după al patrulea din acest an sunt regizate de Alex Lovy la Studioul de animație Warner Bros.

| Titlu                  | Titlu român            | Serie | Data realizării | Personaje                            | Avalabilitate pe DVD                                      | Note |
| ---------------------- | ---------------------- | ----- | --------------- | ------------------------------------ | --------------------------------------------------------- | --- |
| Daffy's Diner          | Cina lui Daffy         | MM    | 1967-01-21      | Daffy, Speedy                        |                                                           | - Ultimul desen produs de DFE - Ultimul desen cu scor de Walter Greene |
| Quacker Tracker        | Urmăritorul măcănitor  | LT    | 1967-04-29      | Daffy, Speedy                        |                                                           | - Produs de Format Films - Primul desen produs de Herbert Klynn - Singurul desen cu scor de Frank Perkins |
| The Music Mice-Tro     |                        | MM    | 1967-05-27      | Daffy, Speedy                        |                                                           | - Produs de Format Films - Primul desen produs de William L. Hendricks |
| The Spy Swatter        |                        | LT    | 1967-06-24      | Daffy, Speedy, Motanul Sam           |                                                           | - Ultimul desen regizat de Rudy Larriva - Ultimul desen produs de Herbert Klynn - Ultimul desen produs de Format Films |
| Speedy Ghost to Town   |                        | MM    | 1967-07-29      | Daffy, Speedy                        |                                                           | - Primul desen produs intern de studiourile de animație Warner Bros. în 3 ani din 1964 - Primul desen regizat de Alex Lovy - Final cartoon copyrighted to the Warner Bros. Pictures Inc.                                                                           |
| Rodent to Stardom      |                        | LT    | 1967-09-23      | Daffy, Speedy                        |                                                           | - Primul desen cu drepturi de autor către Warner Bros.-Seven Arts, deși încă folosește titlurile "WB abstracte" |
| Go Away Stowaway       |                        | MM    | 1967-09-30      | Daffy, Speedy                        |                                                           | - Ultimul desen cu titluri "WB abstracte" - Ultimul desen cu fraza A WARNER BROS. CARTOON pe titluri - Ultimul desen Daffy Duck cu titlurile "WB abstracte" - Ultimul desen Speedy Gonzales cu titlurile "WB abstracte"                                            |
| Cool Cat               |                        | LT    | 1967-10-14      | Motanul Cool, Colonelul Rimfire      |                                                           | - Primul desen cu titluri "W7 abstracte" și temă muzicală de început revizuită - Prima apariție a Motanului Cool și a Colonelului Rimfire - Primul desen cu fraza A WARNER BROS.-SEVEN ARTS CARTOON pe titluri - Primul desen Cool Cat cu titlurile "W7 abstracte" |
| Merlin the Magic Mouse | Merlin șoarecele magic | MM    | 1967-11-18      | Merlin, Secundul Banană, Motanul Sam | Looney Tunes Mouse Chronicles: The Chuck Jones Collection | - Prima apariție a lui Merlin șoarecele magic și a Secundului Banană - Ultima apariție a motanului Sam - Primul desen Merlin și Banana cu titlurile "W7 abstracte"                                                                                                 |
| Fiesta Fiasco          | Eșșecul Fiesta         | LT    | 1967-12-09      | Daffy, Speedy                        |                                                           | - Ultimul desen Looney Tunes cu muzica ridicată la televizor - Primul desen Daffy Duck cu titlurile "W7 abstracte" - Primul desen Speedy Gonzales cu titlurile "W7 abstracte"                                                                                      |

## 1968– 11 titluri
- Toate desenele sunt regizate de Alex Lovy cu excepția lui Bunny and Claude.
- Editările Blue Ribbon s-au încheiat acest an.

| Titlu                                    | Titlu român     | Serie     | Regizor         | Personaje                       | Data realizării | Avalabilitate pe DVD  | Note |
| ---------------------------------------- | --------------- | --------- | --------------- | ------------------------------- | --------------- | --------------------- | --- |
| Hocus Pocus Pow Wow                      |                 | LT        | Alex Lovy       | Merlin și Secundul Banana       | 1968-01-13      |                       | |
| Norman Normal                            | Normalul Norman | N/A       | Alex Lovy       |                                 | 1968-02-03      | LTGC Volume 6, Disc 4 | - Realizat ca un "Desen Special" (nici în seria Looney Tunes nici în seria Merrie Melodies) - Primul desen cu un singur personaj din 1964 - A folosit muzica "Norman Normal" a lui Peter, Paul și Mary ca muzica de început |
| Big Game Haunt                           |                 | MM        | Alex Lovy       | Motanul Cool, Colonelul Rimfire | 1968-02-10      |                       | |
| Skyscraper Caper                         |                 | LT        | Alex Lovy       | Daffy, Speedy                   | 1968-03-09      |                       | |
| Hippydrome Tiger                         |                 | LT        | Alex Lovy       | Motanul Cool, Colonelul Rimfire | 1968-03-30      |                       | |
| Feud with a Dude                         |                 | MM        | Alex Lovy       | Merlin și Secundull Banană      | 1968-05-25      |                       | |
| See Ya Later Gladiator                   |                 | LT        | Alex Lovy       | Daffy, Speedy                   | 1968-06-29      |                       | - Ultima apariție a lui Daffy Duck și Speedy Gonzales - Ultimul desen din Epoca de Aur cu personaje Looney Tunes bine-știute                                                                                                |
| 3 Ring Wing Ding                         |                 | LT        | Alex Lovy       | Motanul Cool, Colonelul Rimfire | 1968-08-24      |                       | - Ultima apariție a Colonelului Rimfire |
| Flying Circus                            | LT              | Alex Lovy |                 | 1968-09-14                      |                 |                       | |
| Chimp and Zee                            | Chimp și Zee    | MM        | Alex Lovy       |                                 | 1968-10-12      |                       | - Ultimul desen regizat de Alex Lovy - Realizat în Finlanda pe 3 decembrie 1972 - Al 1000-lea desen Warner Bros. realizat în teatre!!!!                                                                                     |
| Bunny and Claude (We Rob Carrot Patches) | Bunny și Claude | LT        | Robert McKimson | Bunny și Claude                 | 1968-11-09      | Hilarious Ham         | - Prima apariție a lui Bunny și Claude |

## 1969– 6 titluri
- Toate desenele sunt regizate de Robert McKimson. Studioul de animație Warner Bros.-Seven Arts s-a închis în 1969. Injun Trouble a fost ultimul desen WB până în 1980, când Termite Terrace s-a redeschis în Burbank.

| Titlu                          | Titlu român | Serie                                | Personaje                 | Data realizării | Avalabilitate pe DVD | Note                                                                                                   |
| ------------------------------ | ----------- | ------------------------------------ | ------------------------- | --------------- | --- | --- |
| The Great Carrot Train Robbery |             | MM                                   | Bunny și Claude           | 1969-01-25      | Hilarious Ham | - Ultimul desen WB cu vocea lui Mel Blanc în era din 1930–1969 - Ultima apariție a lui Bunny și Claude |
| Fistic Mystic                  |             | LT                                   | Merlin & Second Banana    | 1969-03-29      | | - Folosește o versiune diferită a muzicii "The Merry Go Round Broke Down" folosită doar odată.         |
| Rabbit Stew and Rabbits Too    | LT          | Iepurele Rapid și Vulpea rapidă marp | 1969-06-07                |                 | - Propus pentru o serie, dar deloc materializat din cauza închiderii studioului de animație Warner Bros. săptămâni după completare                          | |
| Shamrock and Roll              |             | MM                                   | Merlin și Secundul Banana | 1969-06-28      | | - Ultima apariție a lui Merlin și a Secundului Banana                                                  |
| Bugged by a Bee                |             | LT                                   | Motanul Cool              | 1969-07-26      | | - Ultimul desen Looney Tunes în era "clasică"                                                          |
| Injun Trouble                  | MM          | Motanul Cool                         | 1969-09-20                |                 | - Ultimul desen WB în era "clasică" - Ultima apariție a Motanului Cool - Ultimul desen regizat de Robert McKimson - Ultimul desen Warner Bros. până în 1980 | |

## Citite ulterior
- Looney Tunes and Merrie Melodies: A Complete Illustrated Guide to the Warner Bros. Cartoons, by Jerry Beck and Will Friedwald (1989), Henry Holt, ISBN 0-8050-0894-2
- Chuck Amuck : The Life and Times of an Animated Cartoonist by Chuck Jones, published by Farrar Straus & Giroux, ISBN 0-374-12348-9
- That's Not All, Folks! by Mel Blanc, Philip Bashe. Warner Books, ISBN 0-446-39089-5 (Softcover) ISBN 0-446-51244-3 (Hardcover)
- Of Mice and Magic: A History of American Animated Cartoons, Leonard Maltin, Revised Edition 1987, Plume ISBN 0-452-25993-2 (Softcover) ISBN 0-613-64753-X (Hardcover)